# The Big Doe Rehab
The Big Doe Rehab è il settimo album in studio del rapper statunitense Ghostface Killah, membro dello Wu-Tang Clan. Il disco è uscito nel 2007.

## Tracce
1. At the Cabana Skit (featuring Rhythm Roots Allstars, Raekwon & Shawn Wigs) – 1:12
2. Toney Sigel A.K.A. the Barrel Brothers (featuring Beanie Sigel, Styles P & Solomon Childs) – 3:01
3. Yolanda's House (featuring Raekwon, Method Man & Joi Starr) – 3:12
4. We Celebrate (featuring Kid Capri) – 4:13
5. Walk Around (featuring Jayms Madison) – 3:32
6. Yapp City (featuring Trife Da God & Sun God) – 3:43
7. White Linen Affair (Toney Awards) (featuring Shawn Wigs) – 4:07
8. Supa GFK – 3:38
9. Rec-Room Therapy (featuring Raekwon & U-God) – 3:13
10. The Prayer Skit (featuring Ox aka Popa Don) – 1:23
11. I'll Die for You (featuring Amille D. Harris) – 3:06
12. Paisley Darts (featuring Raekwon, Sun God, Trife da God, Method Man & Cappadonna) – 5:36
13. Shakey Dog Starring Lolita (featuring Raekwon) – 3:09
14. ! Skit (featuring Rhythm Roots Allstars, Shawn Wigs & Raekwon) – 0:36
15. Killa Lipstick (featuring Method Man & Masta Killa) – 3:38
16. Slow Down (featuring Chrisette Michele) – 2:36